# A370-es főút (Oroszország)
Az A370-es „Usszuri” főút (oroszul: Федеральная автомобильная дорога  «Уссури») Oroszország egyik szövetségi jelentőségű autóútja az ázsiai országrészen, Habarovszk és Vlagyivosztok között. Hosszú szakaszán része az , egy rövidebb szakaszán pedig az  ázsiai autópályának (Asian Highway Network). Régi útszámozása (2011-ig): M60.

## Ismertetése
Hossza 752 km. Az orosz Távol-Kelet déli részének fő közlekedési útvonala a Habarovszki határterületen (228 km, további 12 km Habarovszk belterületén) és a Tengermelléki határterületen (512 km). Ez a térség legforgalmasabb közúti szállítási tengelye, mely összeköttetést biztosít a csendes-óceáni tengeri kikötőkkel és a hagyományos nyári üdülőhelyekkel. 2005–2018 között 130 km-nyi útszakaszát újították fel, ebből több mint 60 km 2x2 sávos (IB kategóriájú) autóút. Habarovszk mellett 2019 őszén további 24 km-es felújított, 2x2 sávos szakaszt adtak át.

## Útvonala
Habarovszki határterület
- Habarovszk
- Perejaszlavka
- Vjazemszkij
- Bikin

Tengermelléki határterület
- Lucsegorszk
- Dalnyerecsenszk

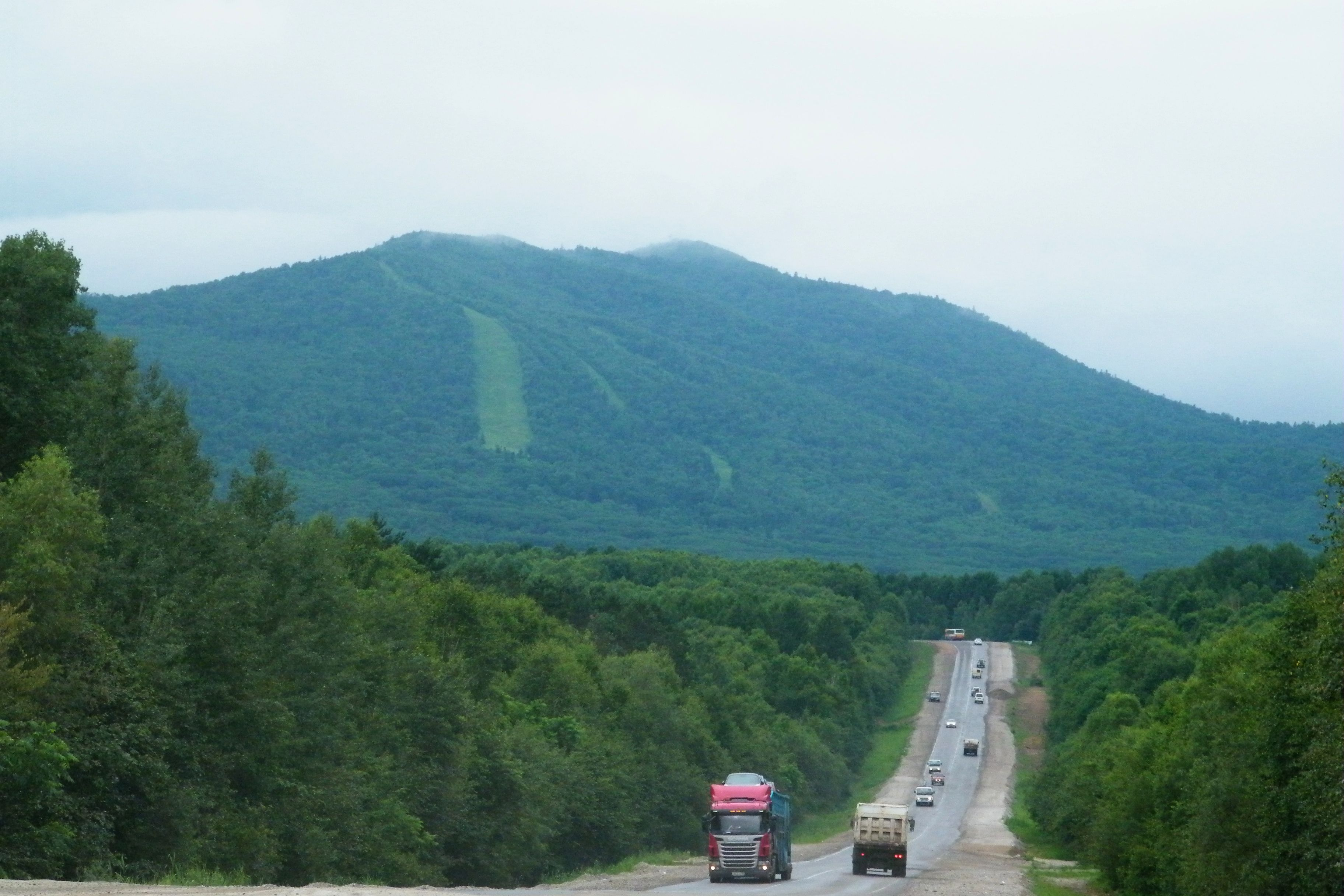
Habarovszk közelében (2012)

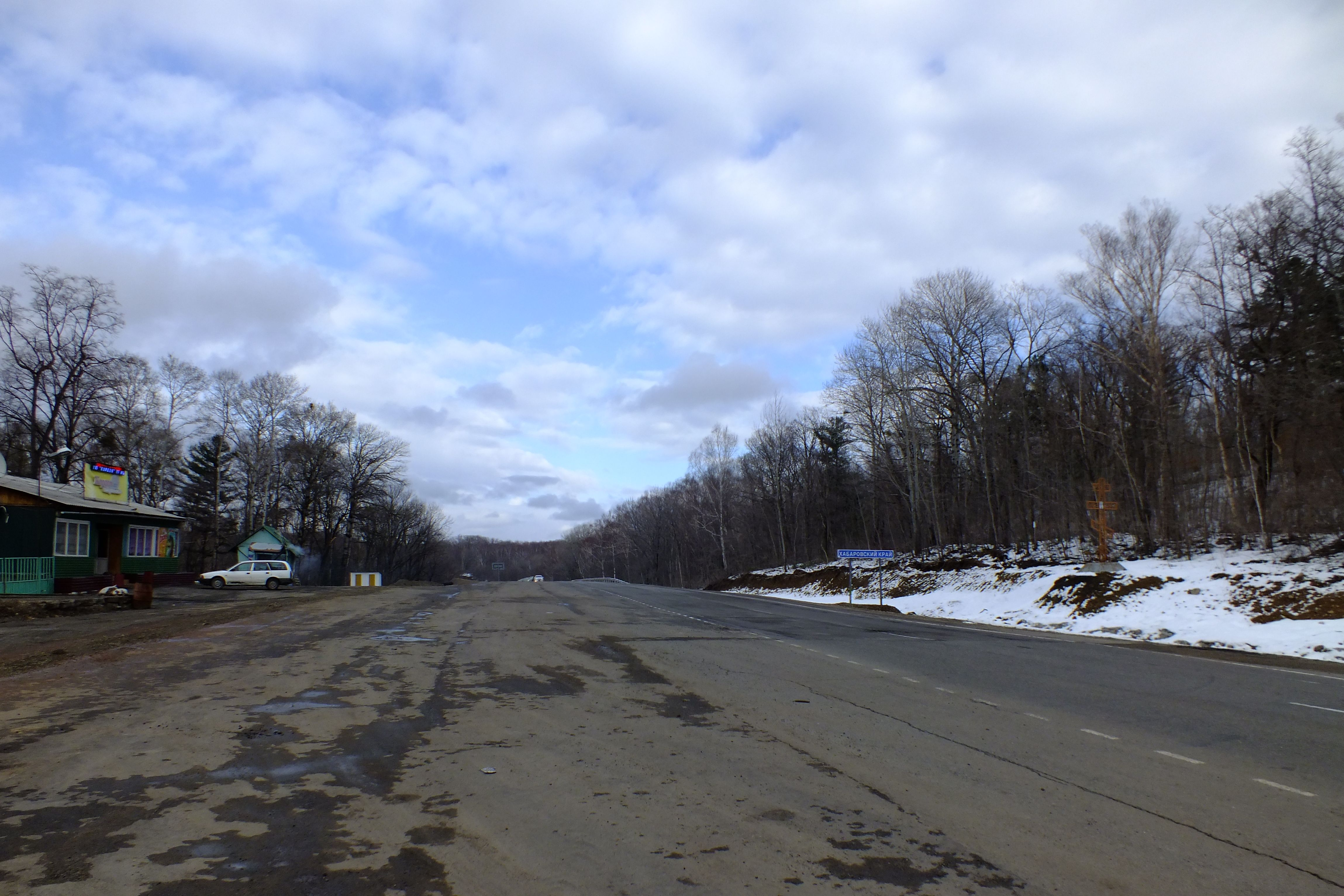
A Habarovszki- és a Tengermelléki határterület határa

- Lesznoje – leágazás Leszozavodszkba
- Szpasszk-Dalnyij
- Usszurijszk – elkerülő út, leágazás a városba
- Artyom
- Vlagyivosztok